# MaNga (група)
maNga е рок група в Анкара, Турция.
Групата е създадена от настоящия член Ямур Саръгюл и бившия член на групата Орчун Шекеруста. Впоследствие се присъединяват музикантите Йозгюр, Ефе, Ферман и Джем.
Първата им песен е „Kal Yanımda“ („Кал Янъмда“), и с нея групата участва в музикалното състезание „Sing your song“. Преди началото му обаче Орчун Шекеруста напуска по лични причини. Мястото му заема Джем, познат на Ферман, с което групата придобива сегашния си вид. В музикалното състезание maNga се класират на второ място.
През 2004 г. излиза първият им албум, също озаглавен maNga. Първата песен, на която правят клип е „Bir Kadın Çizeceksin“ („Бир кадън чизеджексин“). Клипът е направен в стил манга. С тази песен групата става известна в цяла Турция.
През 2010 г. групата участва в Евровизия с песента си We Could Be The Same.
- Ефе Йълмаз (Efe Yılmaz)